# Рустай
Руста́й — посёлок в городском округе Бор Нижегородской области России. Входит в состав административно-территориального образования Останкинский сельсовет.
Посёлок располагается на левом берегу реки Керженец.
В Рустае находится дирекция государственного природного заповедника «Керженский».

### Фотографии
- Магазин
- Керженец близ посёлка
- Мост через реку